# Ensalada
Die Ensalada (kat. „Salat“, „Mischmasch“) ist eine spanische Musikform der Renaissance in der Art der Quodlibets.
Ein spanisches Wörterbuch von 1611 charakterisiert die Ensalada als „eine Gattung von Liedern, die verschiedene Metren haben, und wie Flickenteppiche sind, aufgesammelt von verschiedenen Autoren. Maestros de capilla stellen sie zusammen, um das Fest der Weihnacht zu feiern“.
Sie ist eine mehrstimmige, normalerweise vierstimmige Kompositionsform und erhielt ihren Namen wegen der Mischung verschiedener Elemente: bekannte Melodien, verschiedene Sprachen (Latein, Spanisch, Katalanisch, Portugiesisch, Italienisch usw.), verschiedene Typen (komplizierte und populäre; religiöse und profane), verschiedene Charaktere (dramatisch oder festlich), verschiedene Texturen (einstimmig, mehrstimmig oder homophon). Geistliche und liturgische wechseln mit weltlichen, immer ernsthaften Texten. Sie besitzen einen religiös-dramatischen Grundzug und thematisieren den Kampf des Guten gegen das Böse.
Die Mehrheit der aus dem Königreich Aragón stammenden Komponisten dieser Epoche schufen Werke dieser Gattung und sorgten für ihre Entwicklung, wie zum Beispiel Mateu Fletxa el Vell, Mateu Fletxa el Jove, Juan Castelló, Pere Alberc i Vila, Joan Brudieu, Bartomeu Càrceres, u. a.